# Тёмные небеса (телесериал)
«Тёмные небеса» (англ. Dark Skies) — американский фантастический телесериал. Пилотная двухчасовая серия была впервые показана телеканалом NBC 21 сентября 1996 года. После этого в течение 1996—1997 годов в эфир вышли 18 серий первого сезона, после чего съемки сериала были прекращены.

## Сюжет
Действие происходит в 60-х годах XX века. Молодой помощник конгрессмена Джон Лонгард случайно узнает правду о том, что в 1947 году в Розуэлле правительство США вступило в контакт с пришельцами, которые сообщили, что собираются захватить нашу планету. Космический корабль пришельцев был сбит, а вся информация строго засекречена. Для борьбы с инопланетной угрозой был создан секретный проект «Маджестик-12», получивший огромные полномочия. Джон и его девушка Ким Сайерз пытаются предать огласке эту информацию.
По причине прекращения съемок сериал остался неоконченным, и финал сюжета остаётся неизвестным.

## Исторические личности и события в сериале
В сюжет сериала включен ряд исторических событий (инцидент в Розуэлле, убийство Джона Кеннеди, война во Вьетнаме и др.) и исторических личностей (Роберт Кеннеди, Ли Харви Освальд, музыканты группы Битлз, Мэрилин Монро и др.). В большинстве эпизодов присутствуют вставки из кадров кинохроники.

## В ролях
- Эрик Клоуз (Eric Close) — Джон Лонгард (John Loengard)
- Меган Уорд (Megan Ward) — Кимберли Сайерз (Kimberly Sayers)
- Джеймс Томас Патрик Уолш (J.T. Walsh) — Капитан Фрэнк Бэк (Capt. Frank Bach)
- Конор О'Фаррел (Conor O’Farrell) — Фил Албано (Phil Albano)
- Тим Келлехер (Tim Kelleher) — Джим Стил (Jim Steele)
- Джери Райан (Jeri Ryan) — Джульет Стюарт (Juliet Stewart)
- Чарли Лэнг (Charley Lang) — Доктор Хэллиган (Dr. Halligan)
- Джеймс Келли (James F. Kelly) — Роберт Кеннеди (Robert Kennedy)

## Список эпизодов
| Код  | Название                | Ориг. название           | Дата выхода |
| ---- | ----------------------- | ------------------------ | ----------- |
| 1x01 | «Пробуждение (часть 1)» | «The Awakening (part 1)» | 21.09.1996  |
| 1x02 | «Пробуждение (часть 2)» | «The Awakening (part 2)» | 21.09.1996  |
| 1x03 | «Движущиеся мишени»     | «Moving Targets»         | 28.09.1996  |
| 1x04 | «Восход Меркурия»       | «Mercury Rising»         | 19.10.1996  |
| 1x05 | «Ночь темных дней»      | «Dark Days Night»        | 26.10.1996  |
| 1x06 | «Земля мечты»           | «Dreamland»              | 02.11.1996  |
| 1x07 | «Нечеловеческая натура» | «Inhuman Nature»         | 09.11.1996  |
| 1x08 | «Древнее будущее»       | «Ancient Future»         | 16.11.1996  |
| 1x09 | «Враждебное слияние»    | «Hostile Convergence»    | 07.12 1996  |
| 1x10 | «Мы преодолеем»         | «We Shall Overcome»      | 14.12.1996  |
| 1x11 | «Последняя волна»       | «The Last Wave»          | 04.01.1997  |
| 1x12 | «Враг внутри»           | «The Enemy Within»       | 11.01.1997  |
| 1x13 | «Ошибка Уоррена»        | «The Warren Omission»    | 18.01.1997  |
| 1x14 | «Белый кролик»          | «White Rabbit»           | 01.02.1997  |
| 1x15 | «Тени пришельцев»       | «Shades of Gray»         | 08.02.1997  |
| 1x16 | «Жги, детка, жги»       | «Burn, Baby, Burn»       | 01.03.1997  |
| 1x17 | «По обе стороны»        | «Both Sides Now»         | 08.03.1997  |
| 1x18 | «Охота в сумерках»      | «To Prey in Darkness»    | 15.03.1997  |
| 1x19 | «Ночные незнакомцы»     | «Strangers in the Night» | 24.05.1997  |
| 1x20 | «Кровные узы»           | «Bloodlines»             | 31.05.1997  |